# Plasteurhynchium striatulum
Plasteurhynchium striatulum (deutsch Kalk-Schnabelmoos oder Kalk-Schönschnabelmoos) ist eine Laubmoos-Art aus der Familie Brachytheciaceae. Synonyme sind: Eurhynchium striatulum (Spruce) Schimp., Isothecium striatulum (Spruce) Kindb.

## Merkmale
Die mäßig kräftigen bis kräftigen Pflanzen sind gelb- bis dunkelgrün. Die primären Stämmchen sind kriechend, die sekundären aufsteigend und büschelig bis bäumchenförmig verzweigt. Die Pflanzen bilden dem Substrat anliegende, lockere, glänzende, etwas starre Rasen mit meist nach unten gebogenen Ästen. Die am Stämmchen herablaufenden, locker dachziegeligen bis abstehenden Blätter sind dreieckig eiförmig, lang zugespitzt und nicht oder schwach längsfaltig. Die Ränder sind gesägt. Die Blattrippe endet in der oberen Blatthälfte meist als auf der Blattunterseite austretender Dorn. Astblätter sind etwas kleiner und schmäler, die Ränder schärfer gesägt, sonst den Stämmchenblättern ähnlich. Die Zellen der Blattmitte sind länglich wurmförmig, 25 bis 58 Mikrometer lang und mäßig dickwandig, am Blattgrund kürzer, breiter, dickwandig, getüpfelt und bilden hier ein dunkles Band.
Die Geschlechterverteilung ist diözisch. Die Seta ist glatt und 1 bis 2 Zentimeter lang, die länglich eiförmige Kapsel ist geneigt, der Deckel geschnäbelt. Sporen sind fein gekörnelt und 15 bis 17 Mikrometer groß. Sporenkapseln sind selten.

## Standortansprüche
Das Moos wächst an schattigen bis halbschattigen, mäßig frischen bis frischen Standorten in meist luftfeuchten Lagen besonders auf humosen Kalkfelsen, seltener auf anderen kalkhaltigen Gesteinen oder auch an der Basis von Laubbäumen.

## Verbreitung
Die Art kommt in Europa, in Südwestasien (Türkei und Kaukasus), in Nordafrika (Algerien) und auf den Kanarischen Inseln vor. In Europa reicht das Verbreitungsgebiet im Norden bis Irland, England und Südskandinavien, im Süden bis ins Mittelmeergebiet, im Osten gibt es isolierte Vorkommen in Rumänien und auf der Krim.
In Deutschland ist die Art im mittel- und süddeutschen Bergland in Gebieten mit basisen Gesteinen verbreitet, ebenso in Österreich besonders in den Nördlichen Kalkalpen und im Grazer Bergland, sonst ist sie selten. In den Alpen lebt sie hauptsächlich in Höhenlagen unter 1000 Metern und steigt selten bis auf über 2000 Meter hinauf.